# Göyçay
Pour le raïon, voir Göyçay (raion).
Göyçay ou Goychay (en azéri : Göyçay) est une ville et une municipalité d'Azerbaïdjan, capitale du raion de Göyçay, en Azerbaïdjan. La municipalité comprend la ville de Göyçay et le village voisin de Qızılqaya. 
En décembre 2016, la population de Göyçay est estimée à 42 500 habitants[réf. souhaitée], soit une augmentation d'environ 20 % par rapport à 2004, lorsque la population est de 35 344 habitants[réf. souhaitée].

## Histoire
Le 2 juin 2018, le pont principal sur lequel passe l'autoroute M4 au-dessus de la rivière Goychay, est emporté par les eaux, ce qui donne lieu à des poursuites judiciaires contre plusieurs chefs d'entreprise responsables de sa construction.

## Climat
Göyçay a un climat semi-aride (selon la classification climatique de Köppen : BSk), avec des précipitations insuffisantes pour la classification Cfa.

## Personnalités liées à la ville
- Anvar Mammadkhanli, écrivain, artiste émérite de la RSS d'Azerbaïdjan[2].
- Mirza Khazar, journaliste radio, essayiste, traducteur de la Bible en langue azérie.
- Rasul Rza, écrivain, poète du peuple d'Azerbaïdjan (1960)[3].
- Rauf Atakichiyev, chanteur, pianiste, Artiste du peuple d'Azerbaïdjan (1967).
- Sadikh bey Agabeyov, général de l'armée impériale russe, fondateur et réformateur de la police azerbaïdjanaise, général de division, orientaliste.
- Mahammad Mirzali, blogueur azerbaïdjanais, né à Goychay et réfugié en France.
- Ulviyya Ali, journaliste.

## Jumelages
Goychay est jumelée avec :
- Lida, en Biélorussie
- Valmontone, en Italie, depuis 2014[4]